# 道の駅るもい
道の駅るもい（みちのえき るもい）は、北海道留萌市にある国道231号の道の駅である。2018年（平成30年）に重点道の駅に選定されている。

## 施設
- 駐車場 107台
- トイレ 13器
- 管理棟
  - 観光インフォメーション
  - 休憩スペース
  - 展望休憩スペース
  - 公衆電話
  - むさし家（蕎麦店、2022年まではチャレンジショップ扱いだった）
- 屋内交流・遊戯施設「ちゃいるも」（2022年4月オープン）
  - アンテナショップ
  - 遊戯広場・プレイルーム
- スマートモデューロ
  - エフエムもえる（本社・演奏所、2023年10月に留萌駅から移転）
  - コワーキングスペース
- チャレンジショップ（4月下旬 - 10月のみ営業）
- 多目的広場
- ふれあい広場
- ドッグラン
- 小型遊具貸出
- パークゴルフ場
- 無料公衆無線LAN
- レンタサイクル
- 非常用電源
- 道路情報提供モニター

管理棟の「むさし家」では、廃止となった留萌駅の駅弁「にしんおやこ」、駅そば「にしんそば」などを取り扱っている（2023年現在、弁当のみ前日までに要予約）。

## アクセス
- 国道231号 - 登録路線
  - E62 深川留萌自動車道 留萌IC